# Byzantinische Geschichtsschreiber
Byzantinische Geschichtsschreiber ist eine wissenschaftliche historische Buchreihe zur byzantinischen Geschichtsschreibung, die von den Historikern Franz Grabler, Endre von Ivánka, Leopold Breyer und Herbert Hunger herausgegeben wurde. Insgesamt erschienen 19 Bände der Reihe, einige in mehreren Auflagen. Sie wurde von 1954 bis 1986 im Styria-Verlag in Graz, Wien und Köln herausgegeben, die letzten beiden Bände erschienen 1989 und 1995 im Verlag Fassbaender in Wien.

## Bände
- 1. Die letzten Tage von Konstantinopel. Der auf den Fall Konstantinopels 1453 bezügliche Teil des dem Georgios Sphrantzes zugeschriebenen Chronicon Maius.
- 2. Europa im XV. Jahrhundert von Byzantinern gesehen.
- 3. Die Normannen in Thessalonike. Die Eroberung von Thessalonike durch die Normannen (1185 n. Chr.) in der Augenzeugenschilderung des Bischofs Eustathios.
- 4. Byzantinische Diplomaten und östliche Barbaren. Aus den Excerpta de legitionibus des Konstantinos Porphyrogennetos ausgewählte Abschnitte des Priskos und Menander Protektor.
- 5. Vademecum des byzantinischen Aristokraten: Das sogenannte Strategikon des Kekaumenos.
- 6. Bilderstreit und Arabersturm in Byzanz; das 8. Jahrhundert (717–813) aus der Weltchronik des Theophanes.
- 7. Die Krone der Komnenen: die Regierungszeit der Kaiser Joannes und Manuel Komnenos (1118–1180) aus dem Geschichtswerk des Niketas Choniates.
- 8. Abenteurer auf dem Kaiserthron: die Regierungszeit des Kaiser Alexios II., Andronikos und Isaak Angelos (1180–1195) aus dem Geschichtswerk des Niketas Choniates.
- 9. Die Kreuzfahrer erobern Konstantinopel: die Regierungszeit der Kaiser Alexios Angelos, Isaak Angelos und Alexios Dukas, die Schicksale der Stadt nach der Einnahme sowie das Buch von den Bildsäulen (1195–1206) aus dem Geschichtswerk des Niketas Choniates.
- 10. Nikephoros Phokas „Der bleiche Tod der Sarazenen“ und Johannes Tzimiskes: Die Zeit von 959 bis 976 / Leon Diakonos.
- 11. Kaisertaten und Menschenschicksale im Spiegel der schönen Rede. Reden und Briefe des Niketas Choniates.
- 12. Johannes Kaminiates: Die Einnahme Thessalonikes durch die Araber im Jahre 904 (Gertrud Böhlig). 1975.
- 13. Die Eroberung Konstantinopels im Jahre 1453 aus armenischer Sicht: drei Elegien / von Abraham von Ankyra; Aṙak'el von Bitlis und Eremia Dpir Kömürcian. Ein Kolophon des Bischofs Dawit' von Xarberd.
- 14. Konstantin VII.: Vom Bauernhof auf den Kaiserthron: Leben des Kaisers Basileios I., des Begründers der Makedonischen Dynastie.
- 15. Byzanz – wieder ein Weltreich. Das Zeitalter der makedonischen Dynastie. Band 1: Ende des Bilderstreites und makedonische Renaissance. (Nach dem Geschichtswerk des Johannes Skylitzes)
- 16. Militärs und Höflinge im Ringen um das Kaisertum. Byzantinische Geschichte von 969 bis 1118; nach der Chronik des Johannes Zonaras (Erich Trapp). 1986.
- 17. Mehmet II. erobert Konstantinopel: die ersten Regierungsjahre des Sultans Mehmet Fatih, des Eroberers von Konstantinopel 1453. Das Geschichtswerk des Kritobulos von Imbros.
- 18. Ioseph Genesios: Byzanz am Vorabend neuer Größe.
- 19. Die Byzantiner und ihre Nachbarn: die „De administrando imperio“ genannte Lehrschrift des Kaisers Konstantinos Porphyrogennetos für seinen Sohn Romanos.

## Ergänzungsbände
- Johannes Koder: Der Lebensraum der Byzantiner Nachdruck mit bibliographischen Nachträgen. Ergänzungsband 1 aus der Reihe „Byzantinische Geschichtsschreiber“. Styria: 1984, ISBN 3-222-10294-5
- Hans-Joachim Kühn:  Die byzantinische Armee im 10.und 11. Jahrhundert Studien zur Organisation der Tagmata. Ergänzungsband 2 aus der Reihe „Byzantinische Geschichtsschreiber“. VerlagFassbaender: Wien 1991, ISBN 978-3-900538-23-1
- Johannes Koder: Gemüse in Byzanz Die Versorgung Konstantinopels mit Frischgemüse im Lichte der Geoponika. Ergänzungsband 3 aus der Reihe „Byzantinische Geschichtsschreiber“. VerlagFassbaender: Wien 1993, ISBN 978-3-900538-41-5
- Muthesius, Anna: Byzantine silk weaving ad 400 to ad 1200. Ergänzungsband 4 aus der Reihe „Byzantinische Geschichtsschreiber“. VerlagFassbaender: Wien 1997 ISBN 3-900538-50-6
- Ioannis Stouraitis:  Krieg und Frieden in der politischen und ideologischen Wahrnehmung in Byzanz. Ergänzungsband 5 aus der Reihe „Byzantinische Geschichtsschreiber“. VerlagFassbaender: Wien 2009, ISBN 978-3-902575-19-7